# Seidler Ernő
Seidler Ernő (Ungvár, 1886. március 18. – Moszkva, 1938. vagy 1940.) magántisztviselő, pártmunkás, a magyar Vörös Hadsereg ezredparancsnoka.

## Élete

### A kezdetek
Seidler Lipót és Pollacsek Vilma fia. Ifjúkorában a Társadalomtudományi Társaság tagja, illetve a Galilei Kör alapítója volt, 1910-ben pedig csatlakozott az MSZDP-hez. 1911. július 15-én Budapesten házasságot kötött Mintz Estella Sárával (más forrásokban Müncz Stella), Mintz Bódog és Münz Ilona lányával.
Az első világháborúban 1915-ben orosz hadifogságba került, s a tomszki hadifogolytáborban megismerkedett Kun Bélával és Münnich Ferenccel, akikkel együtt szervezte a tábor antimilitarista, szocialista csoportjait. Később az 1918. március 24-én alakult OK(b)P Magyar Csoportjának tagja lett.

### A hazatérés után
1918-ban hazatért Moszkvából, októberben a forradalom alatt a Katonatanácsban dolgozott. Novemberben, amikor Kun Béla hazajött Oroszországból, átnyújtott neki egy névjegyzéket azokról, akikre biztosan lehet számítani a pártalapításkor. Ő szállásolta el továbbá Kun feleségét, Gál Irént. Részt vett a KMP megalapításában, amelynek központi bizottsági tagja is lett. Különböző alakulatokat fegyverzett fel, s rendszeresen agitált. 1918 őszén Vlagyimir Uraszovval együtt szervezte a Vörös Ujság nyomdáját. 1919. február 20-án letartóztatták, 1919. március 21-i kiengedése napján pedig egyik aláírója volt a két párt (MSZDP és KMP) egyesülését és a proletárdiktatúrát kikiáltó nyilatkozatnak.
A Magyarországi Tanácsköztársaság alatt a Vörös Őrség budapesti parancsnoka volt. E tisztségben adta ki Cserny József különítmény–parancsnoknak a következőket: „Annyi burzsujt tehettek el láb alól, amennyit akartok, én mindent elsimítok.” A Bajor Tanácsköztársaság fennállása alatt a Magyarországi Tanácsköztársaság müncheni követeként működött. A magyar Vörös Hadsereg 53. gyalogezred–parancsnokaként részt vett 1919 májusában a szolnoki "ellenforradalom" leverésében. Az északi hadjárat idején azonban Böhm Vilmos alkalmatlanság címén leváltotta. A kommün alatti utolsó tette Szolnok visszafoglalása volt 1919. augusztus elsején.

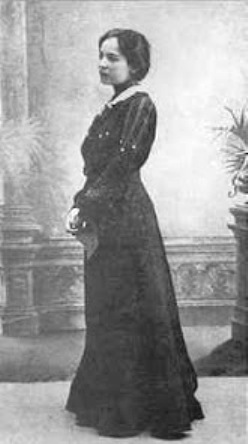
Seidler Irma

### A kommün bukása után
A Magyarországi Tanácsköztársaság bukása után Kun Béla, Landler Jenő és mások mellett őt is internálták a karlsteini várba. Kiengedése után Bécsben Pollacsek Lászlóval és másokkal együtt szervezte az illegális pártapparátust. Később (1921-től) a Csehszlovák Kommunista Párt nyugat-szlovákiai titkára volt, és részt vett a cseh és szlovák kommunista pártok egyesítésében. Tagja volt továbbá a CSKP Központi Bizottságának. 1925-ben politikai tevékenysége miatt kiutasították Csehszlovákiából, s Berlinbe ment, ahol szintén a kommunista mozgalomban dolgozott, mint a Szovjetunió kereskedelmi képviseletének osztályvezetője. 
1930-tól a Szovjetunióban élt és 1937-es vagy 1938-as letartóztatásáig gazdasági területen tevékenykedett, mint színesfémtröszt–igazgató. Csakúgy, mint Kun Béla, 1937-ben ő is kérelmezte, hogy részt vehessen a spanyol polgárháborúban, ám ezt elutasították. Ezután letartóztatták, majd pedig kivégezték.

## Családja
Nővére, Seidler Irma festőművész, Lukács György fiatalkori szerelme. Unokatestvére volt Pór Ödön, Szabó Ervin, Polányi Károly és Polányi Mihály.